# Grúzia hívójelkörzetei
Grúzia számára az ITU az 4L hívójelprefixeket osztotta ki.
A Szovjetunió fenhatósága alatt 1992-ig használták még az RF, UF hívójelprefixeket.

## Grúzia hívójelkörzetei[1][2][3]
| Prefix | Körzet      | Suffix[1] | Hely/jelleg                                |
| ------ | ----------- | --------- | ------------------------------------------ |
| 4L     | [0..9]      | V         | Abházia                                    |
| 4L     | [0..9]      | X         | Abházia                                    |
| 4L     | [0..9]      | Q         | Adzsaria                                   |
| 4L     | [0..9]      | L         | Adzsaria                                   |
| 4L     | [0..9]      |           | Grúzia többi része                         |
| 4L     | [0..9]      | *         | 1 suffixes hívójelek: Extra Class Licences |
| 4L     | [1,4,6,7]   | *         | A többi licensz                            |
| 4L     | [0,2,3,5,8] | *         | Fenntartott                                |

## Lajstromjel
Vízi és légi járművek lajstromjelezéséhez a 4L prefixet használják.